# Klepacze (rejon brzostowicki)
Klepacze (biał. Клепачы, Klepaczy, ros. Клепачи, Klepaczi) – wieś na Białorusi, w obwodzie grodzieńskim, w rejonie brzostowickim, w sielsowiecie Pograniczny. Położona jest 54 km na wschód od Białegostoku, 6,5 km od granicy polsko-białoruskiej, na północnym brzegu rzeki Świsłoczy, w oficjalnej strefie przygranicznej Białorusi.
W dawnych Klepaczach Pocerkiewnych znajduje się cerkiew prawosławna pw. Podwyższenia Krzyża Świętego, zbudowana w 1885 roku.

## Historia
W czasach zaborów wieś i dobra w granicach Imperium Rosyjskiego, w guberni grodzieńskiej, w powiecie wołkowyskim, w gminie Świsłocz. W roku 1902 wieś miała powierzchnię 739 dziesięcin włościańskich i 40 cerkiewnych (odpowiednio ok. 807,4 ha i 43,7 ha). Znajdowały się w niej cerkiew parafialna i szkoła. Parafia prawosławna Klepacze należała do dekanatu Brzostowica Wielka i liczyła 1178 wiernych. Dobra Klepacze były wówczas własnością von Wittorfów i miały powierzchnię 300 dziesięcin (ok. 327,8 ha). Dobra Klepacze Małe należały do Bądzkiewiczów i miały powierzchnię 273 dziesięcin (ok. 298,3 ha).
Od 1919 roku w granicach II Rzeczypospolitej. 7 czerwca 1919 roku, wraz z całym powiatem wołkowyskim, weszły w skład okręgu brzeskiego Zarządu Cywilnego Ziem Wschodnich – tymczasowej polskiej struktury administracyjnej. Latem 1920 roku zajęte przez bolszewików, następnie odzyskane przez Polskę. 20 grudnia 1920 roku włączona wraz z powiatem do okręgu nowogródzkiego. Od 19 lutego 1921 roku w województwie białostockim, w powiecie wołkowyskim, w gminie Świsłocz. W 1921 roku nazwę Klepacze nosiły: wieś i dwa folwarki. We wsi były 23 domy mieszkalne i 1 zamieszkane zabudowanie innego typu. W folwarku Klepacze I były 4 domy mieszkalne, a w folwarku Klepacze II – 7.
W wyniku napaści ZSRR na Polskę we wrześniu 1939 roku miejscowość znalazła się pod okupacją radziecką. 2 listopada została włączona do Białoruskiej SRR. 4 grudnia 1939 roku włączona do nowo utworzonego obwodu białostockiego. Od czerwca 1941 roku pod okupacją niemiecką. 22 lipca 1941 roku włączona w skład okręgu białostockiego III Rzeszy. W 1944 roku ponownie zajęta przez wojska radzieckie i włączona do obwodu grodzieńskiego Białoruskiej SRR. Od 1991 roku w składzie niepodległej Białorusi.

## Demografia
Według spisu powszechnego z 1921 roku wieś Klepacze zamieszkana była przez 113 osób, w tym 110 Białorusinów i 3 Polaków. Prawosławie wyznawało 110 jej mieszkańców, katolicyzm – 3. Folwark Klepacze I zamieszkany był przez 23 osoby, w tym 18 Żydów, 3 Polaków i 2 Białorusinów. Judaizm wyznawało 18 jego mieszkańców, katolicyzm – 3, prawosławie – 2. Folwark Klepacze II zamieszkany był przez 58 osób, w tym 53 Białorusinów i 5 Polaków. Prawosławie wyznawało 56 osób, katolicyzm – 2.